# Girugamesh
Girugamesh a fost o trupă japoneză de Nu metal formată în anul 2003. 

## Membri
- Satoshi - Voce
- Nii - Chitară
- Shuu - Chitară bas
- Яyo - baterie